# Comic Book Resources
Comic Book Resources, también conocido como CBR, es una página web dedicada a dar cobertura de noticias relacionadas con las historietas.
Se trata de un portal de cómics, con noticias, links, cómics en línea y todo lo relacionado con el cómic en E.U.A., que cuenta con varias columnas regulares y artículos, escritos por profesionales como Warren Ellis o Scott Shaw, revisando al cómic desde casi todos sus aspectos.
Comic Book Resources realiza encuestas entre sus lectores para elegir a los 100 mejores autores de cómic de todos los tiempos, divididos en las categorías de guionista y dibujante. En la web se indica el número de votos obtenido por cada autor y entre paréntesis el número de veces que ha sido votado en primer lugar. La web está centrada en el género superheroico.

## Historia
Comic Book Resources fue fundado por Jonah Weiland en 1995 como un desarrollo de Kingdom Come Message Board, un foro de mensajes que Weiland creó para discutir la entonces nueva miniserie del mismo nombre de DC Comics. Comic Book Resources presenta columnas escritas por profesionales de la industria que incluyen a Robert Kirkman, Gail Simone y Mark Millar. Otras columnas son publicadas por historiadores y críticos de cómics como George Khoury y Timothy Callahan.
En abril de 2016, Comic Book Resources se vendió a Valnet Inc., una empresa con sede en Montreal conocida por su adquisición y propiedad de propiedades de medios, incluida Screen Rant. El sitio se relanzó como CBR.com el 23 de agosto de 2016, con los blogs integrados en el sitio.

### Recepción
En 2008, la biblioteca de investigación de la Universidad de Buffalo describió Comic Book Resources como «el principal sitio web relacionado con los cómics».
En abril de 2013, el escritor de historietas Mark Millar dijo que leía el sitio todas las mañanas después de leer el Financial Times.